# Bengt Erik Eriksson
Bengt Erik Eriksson, född 1953 i Lilla Edet, Västergötland, är en svensk sociolog och professor vid Linköpings universitet. Eriksson är placerad vid Tema Q.
Eriksson blev fil.dr. 1989 och docent året därpå i sociologi vid Göteborgs universitet. Efter en period vid utbildningsdepartementet har Eriksson från början av 1990-talet varit verksam vid Linköpings universitet.
I sin forskning har Eriksson utifrån kunskaps- och kultursociologiska utgångspunkter genomfört studier av bland annat psykisk sjukdom och handikapp, hälsopolitik och kroppsideologier, mat- och konsumtionskulturer, oftast utifrån ett komparativt perspektiv.

## Publikationer
- Publikationslista Libris [1]
- Publikationslista Linköpings universitet  [2]